# Keltoi!
Keltoi! va ser un grup gallec d'oi! format a Vigo l'any 1995 i desaparegut a principis de l'any 2005. Va ser un grup vinculat als Celtarras, els afeccionats del Celta de Vigo.

## Història
Keltoi! es va formar a finals del 1995 a la ciutat de Vigo i va realitzar el seu primer concert el día das Letras Galegas del 1996 al pub "Rass", amb els Diplomáticos de Monte-Alto. El 1997 van col·laborar al recopilatori Oito anos de sequestros amb el tema "Galeg@s", i uns mesos més tard va aparèixer la seva primera maqueta, titulada Casco vello.
Després de l'edició de la maqueta van fer concerts per Galiza i fins i tot algun fora de la seva terra, com la primera edició d'Oi!, Ska & Reggae Meeting a Xixón. Durant aquests concerts Keltoi! va compartir escenari amb més grups com Malarians, Los Milicianos, Skarface, Xenreira, Skacha o Oi! The Arrase. Però Sime, el vocalista del grup, va haver de deixar-lo per anar a treballar a Dublín i Keltoi! va entrar en un període d'inactivitat.
A mitjans de l'any 2000 Sime va tornar a Galiza, i els Keltoi van reiniciar les seves activitats, essent un dels seus primers treballs la gravació de quatre temes pel recopilatori Estado de sitio. Durant els següents anys es va produir el període més actiu del grup, sortint a tocar diversos cops fora de Galiza i actuant amb grups ja consagrats com Dropkick Murphys, Thug Murder, Frontkick o The Real Mckenzies.
Però com que el guitarrista Mikele toca amb el grup Soak i el bateria Kino amb Skacha, i també les noves responsabilitats dels membres del grup, finalment van decidir dissoldres, realitzant el seu concert d'acomiadament el dia 17 de gener del 2005, amb els grups Malas Cartas i Frontkick a la sala Anoeta de Vigo.
A inicis de 2012, tornà a canviar de formació, entrant Manu a la bateria substituint a Kino, i Adrián substituït en una de les guitarres per Xurxo.
En aquesta nova època seguiren donant concerts, tocant amb grups com The Boys o Perkele. El 3 de juny de 2012 actuaren a l'Estadi de Balaídos davant de 31.000 persones per a celebrar l'ascens del Real Club Celta de Vigo a Primera Divisió de futbol masculí. És en aquesta nova època, també, en la que toquen per primera vegada a Madrid.

## Discografia
- Casco vello - 1998 (Bronco Bullfrog Records)
- A Nosa Cinza - 2010 (ONDC Records)

### Col·laboracions
- Oito anos de sequestros - 1997 Aporten un tema.
- Sonidos de la Calle. Vol. 1 - 2000 Aporten un tema.
- Oi! Um Grito de Uniao Vol. 3 - 2000 Aporten tres temes.
- Estado de Sitio - 2001 Aporten cinc temes.